# Jo-Ann Galbraith
Jo-Ann Galbraith, avstralska lokostrelka, * 20. februar 1985.
Sodelovala je na lokostrelskem delu poletnih olimpijskih igrah 2004, kjer je osvojila 62. mesto v individualni in 11. mesto v ekipni konkurenci.